# A. Murchie
A. Murchie 全名"Alastair I H Murchie"，复旦大学生物医学研究院教授，主要从事核酸高级结构及核酸和蛋白质相结合等方面的研究工作。入选中华人民共和国教育部第七批"长江学者"特聘教授。